# Pandémie de Covid-19 au Kenya
 (mars 2020).
Si vous disposez d'ouvrages ou d'articles de référence ou si vous connaissez des sites web de qualité traitant du thème abordé ici, merci de compléter l'article en donnant les références utiles à sa vérifiabilité et en les liant à la section « Notes et références ».
La pandémie de Covid-19 au Kenya démarre officiellement le 13 mars 2020. À la date du 7 octobre 2022, le bilan est de 5 678 morts.

## Chronologie
Le 12 mars 2020, le premier cas de Covid-19 est détecté au Kenya, chez une femme venue des États-Unis via Londres. La barre des 10 cas est dépassé le 22 mars, celle des 100 cas le 2 avril, celle des 1 000 cas le 20 mai, celle des 10 000 cas le 12 juillet 2020, et celle des 100 000 cas le 25 janvier 2021.
Le premier décès est intervenu le 26 mars 2020, le dixième le 14 avril, le 100e le 13 juin, et le 1000e le 1er novembre 2020.

## Statistiques

Nombre de cas au Kenya depuis le début de l'épidémie.

Nombre de morts au Kenya depuis le début de l'épidémie.

## Impact sur la santé mentale
Outre les effets directs de la pandémie, on semble constater une augmentation des difficultés psychologiques de la population, notamment dans le camp de réfugiés de Dabaab, qui compte un demi-million de personnes. Nombre d'individus sont victimes de l'anxiété et du stress. On constate un certain nombre de suicides directement consécutifs à la pandémie et au confinement.
La population se livre parfois à des accès de violence contre les personnes susceptibles d'être infectées. Bien que le taux de contamination soit faible, les personnes touchées sont susceptibles d'être stigmatisées.

## Prévention

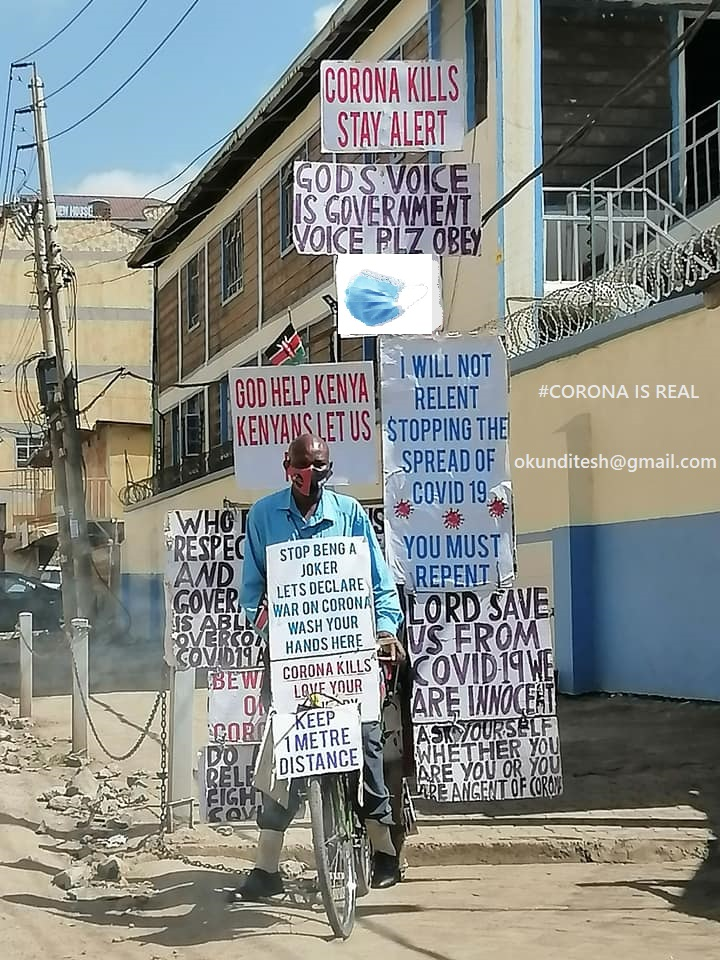
Campagne individuelle de sensibilisation.
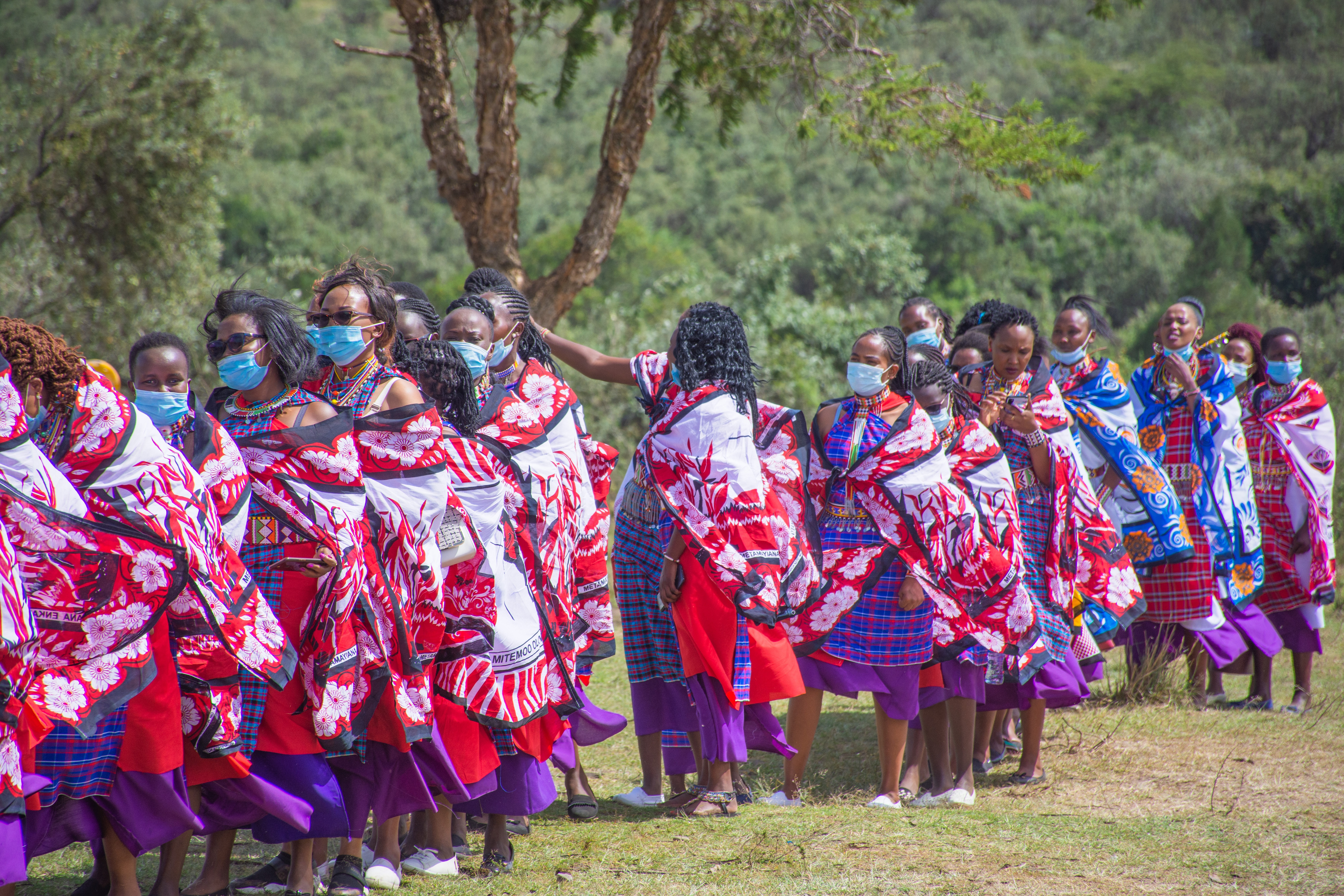
Femmes maasaï portant des masques lors d'une cérémonie.
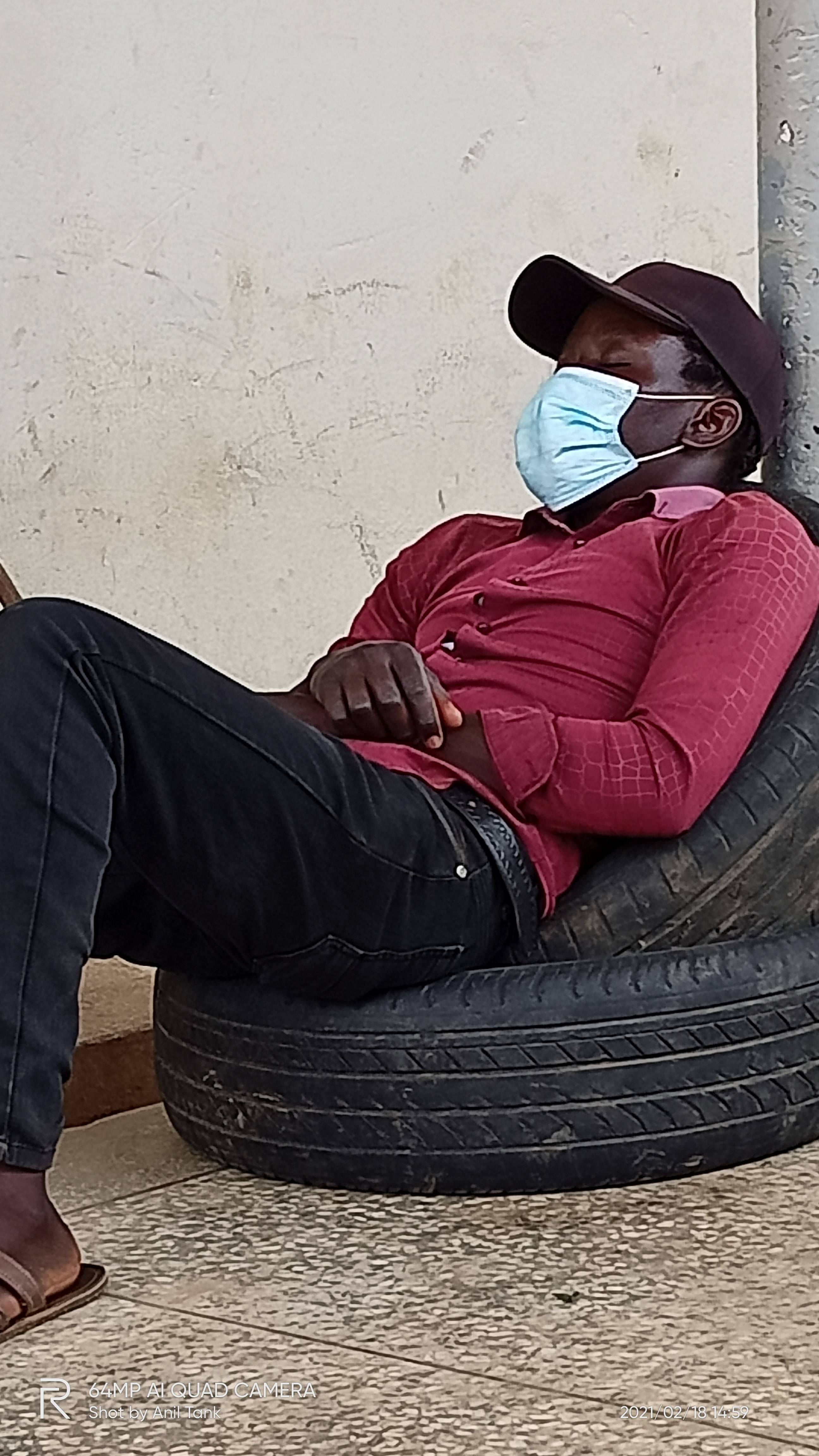
Homme endormi conservant son masque.
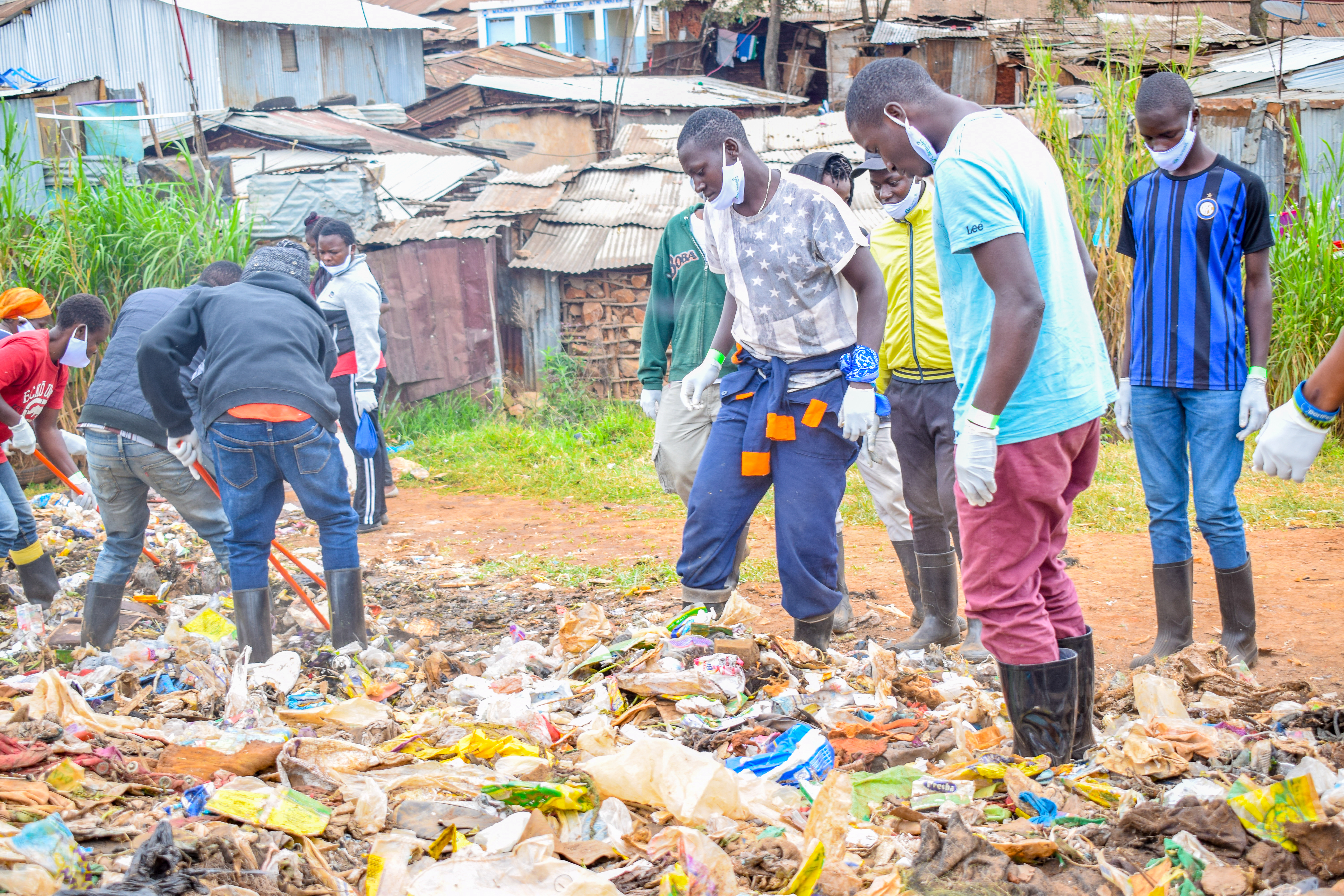
Jeunes gens, plus ou moins masqués, ramassant des déchets à Kibera.
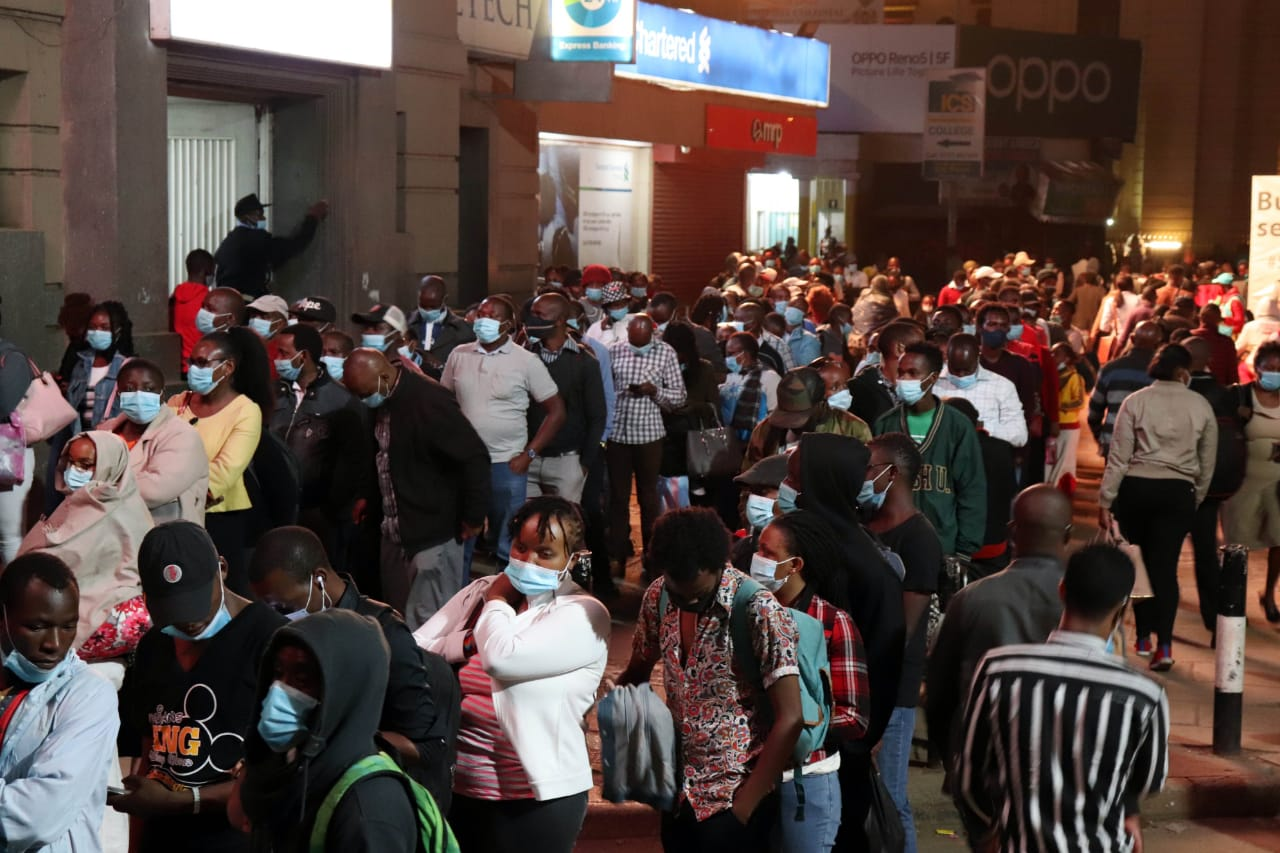
Files d'attente à Nairobi.